# Champ Car

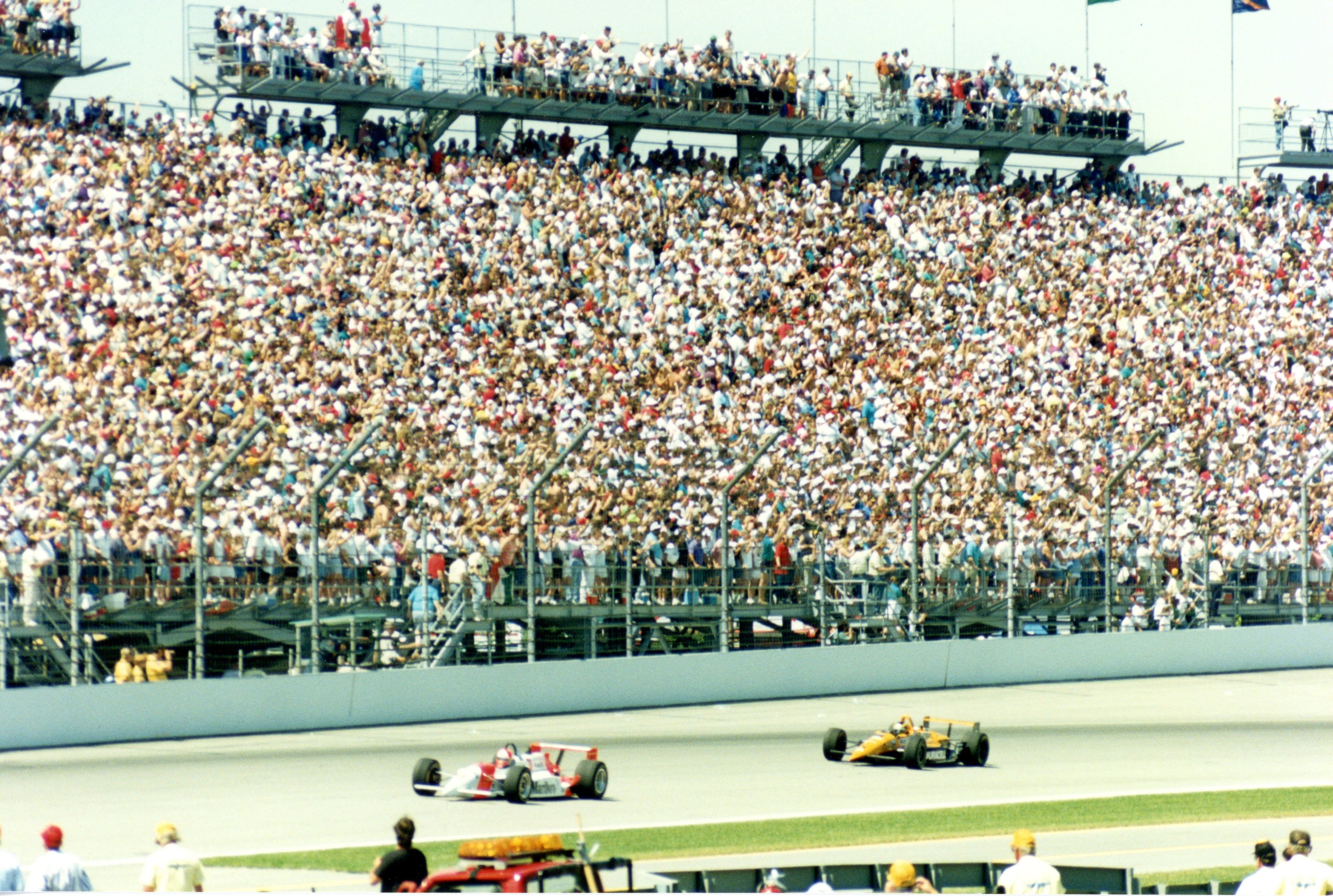
Champ Car

Champ Car era il nome della serie automobilistica precedentemente nota come CART (acronimo di Championship Auto Racing Teams) e fino al 1996 tale campionato era spesso associato al marchio IndyCar (concesso in uso dall'Indianapolis Motor Speedway).
Basata negli Stati Uniti d'America, ma con gare anche in Canada, Messico, Australia, Europa, Sud America e Giappone la Champ Car è stata una delle due principali serie americane per monoposto dal 1979 con lo USAC (IRL) che comprende la 500 Miglia di Indianapolis. Nel 2008, la serie è stata acquistata da Tony George, ponendo fine ad un lungo periodo di difficoltà economiche, ma anche ad una delle serie più spettacolari della storia dell'automobilismo statunitense, seguita in tutto il globo, una serie che ha visto passare grandissimi piloti, a volte anche campioni del mondo di Formula 1, come Emerson Fittipaldi, Nigel Mansell e Jacques Villeneuve.
Molti dei team facenti parte dell'ultimo campionato della Champ Car, sono confluite nella IRL, molti altri (Pacific Coast Motorsport, Minardi Team USA, Rochetsports, Forsythe-Pettit, Team Australia e Walker Racing) non hanno aderito alla IRL in quanto fuori dalla filosofia della CART/ChampCar. Altri come Newman-Haas Racing hanno abbandonato il campionato dopo il 2011. Della ex-CART in IRL sono rimasti solo: KV Technologies, HVM, Conquest, Coyne e Chip Ganassi.

## Storia
Nel 1905 l'American Automobile Association (AAA) creò il primo campionato di gare automobilistiche statunitense, ma a seguito della tragedia della 24 Ore di Le Mans 1955 cessò la sua attività. Nel 1956 l'USAC acquisì la AAA e controllò il campionato fino al 1978. Nello stesso anno la CART creò la sua nuova serie.

### Nascita della CART
Accanto allo USAC in declino, Dan Gurney nel tardo 1978 creò la Championship Auto Racing Teams prendendo ispirazione dalla Formula 1 di Bernie Ecclestone. Il nuovo gruppo negoziò anche con le televisioni e ottenne presto importanti sponsor. Quasi tutti i team dello USAC aderirono al nuovo campionato.

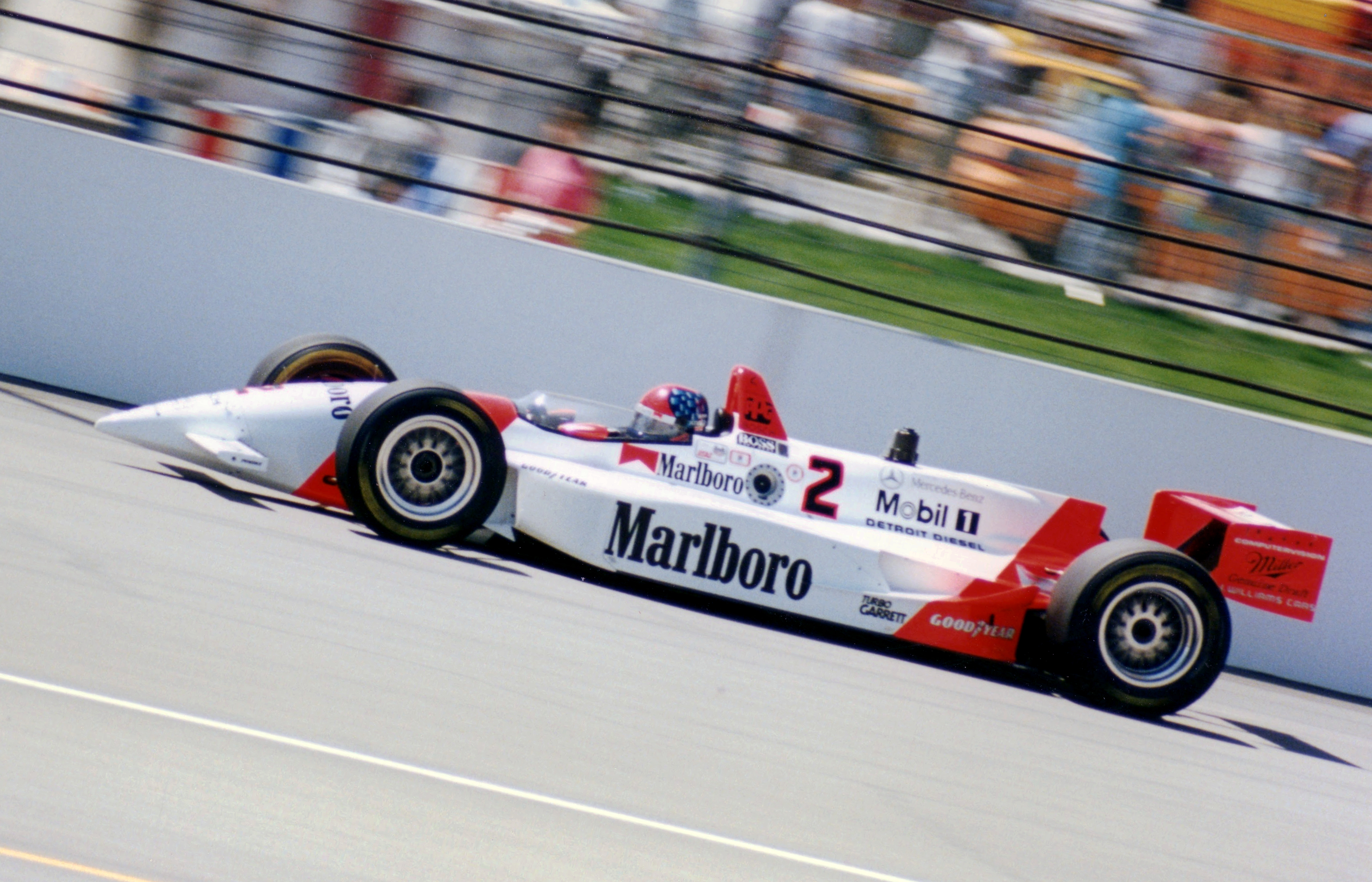
Emerson Fittipaldi

La mattina dell'11 marzo 1979 la CART era ufficialmente nata, creando negli Stati Uniti un duopolio che perdurerà per 29 anni e che genererà molta confusione sia nella stampa che nel pubblico su scissioni o riunificazioni che in realtà non sono mai avvenute fra il vero e storico Campionato Americano USAC e la neonata CART. La prima gara del campionato fu nel Phoenix Raceway. Gordon Johncock si aggiudicò la gara ma fu Rick Mears ad aggiudicarsi il primo campionato CART.
La CART, come la USAC, fu dominata da piloti del nord America fino agli anni novanta. Molti piloti del nord, tra i quali gli storici Mario Andretti, Bobby Rahal e Danny Sullivan, trovarono successo nell'allora PPG IndyCar World Series. Nel 1989 il campione F1 Emerson Fittipaldi vinse il campionato ponendo l'inizio all'afflusso dei talenti sudamericani.

### La crescita a livello internazionale

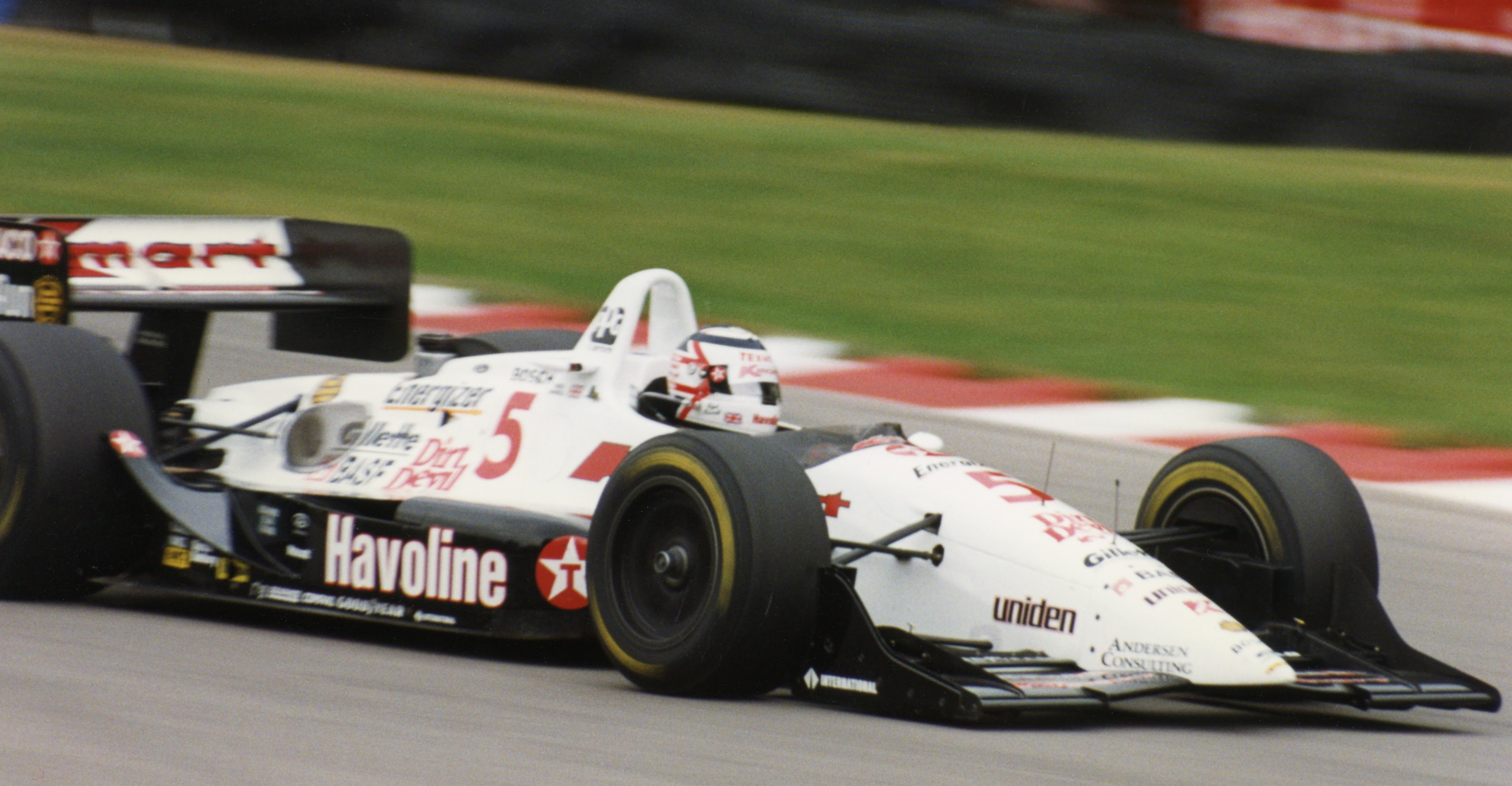
Nigel Mansell

Dopo la vittoria del britannico Nigel Mansell ai danni di Emerson Fittipaldi nel 1993 molti la interpretarono come dimostrazione dell'evidente superiorità dei piloti non americani. Nel 1995 la CART incluse molte più gare, visto l'enorme successo. Nello stesso anno però Tony George, proprietario dell'Indianapolis Motor Speedway, in disaccordo con gli organizzatori della CART, pensò di riportare nello USAC nuove gare e denominò il vecchio USAC Indy Racing League (IRL). La stampa la registrò come scissione,  incidendo enormemente su questo errore mediatico in tutto il motorsport che ricorda il 1996 come la scissione, mai avvenuta visto che in America coesistevano già due (2) campionati dal 1979. La forza iniziale dello USAC rinominato IRL consisteva nella gara che da sola, per undici stagioni dal 1985 al 1995 ruotava attorno alla 500 miglia di Indianapolis. Il nuovo USAC nei primi anni non riuscì ad imitare i successi della CART, ma la CART reagì creando la U.S. 500 nel Michigan International Speedway, da disputarsi lo stesso giorno della Indy 500. Questo indebolì maggiormente entrambe le categorie a vantaggio della NASCAR. Nel 2003 molti team decisero di passare alla IRL e la CART finì in bancarotta. La società fu liquidata e messa in vendita. Gli ex proprietari della CART Gerald Forsythe, Paul Gentilozzi e Kevin Kalkhoven crearono la OWRS (Open Wheel Racing Series) e nel 2004 ricomprarono la CART, che festeggiò la stagione numero 25 nello stesso anno con il nome Champ Car.

### Ultimi anni
Nella seconda metà degli anni duemila, la ex-CART accelerò ulteriormente il proprio declino; questo fu dovuto a diversi eventi, tra cui la perdita del Circuito di Montréal a favore della NASCAR nel 2006, il terribile incidente occorso a Cristiano Da Matta ad Elkhart Lake sempre nel 2006, il ridimensionamento della Ford che a fine 2007 decise di abbandonare il Campionato come main-sponsor. Nel 2007 la competizione, denominata euro-americana in omaggio all'originaria idea di Dan Gurney, era sempre più in bilico, nonostante avesse siglato importanti accordi con molti circuiti in mezzo mondo e avesse già stilato un calendario per il 2008, che prevedeva 6 gare negli Stati Uniti, 3 in Canada, 1 in Messico, 1 in Australia e ben 3 in Europa (mai così tanti in 29 edizioni del Campionato). Inoltre venne introdotta la nuova Panoz DP-01, una vettura pensata per la nuova Champ Car che doveva da un lato aumentare la competitività della serie, prevedendosi la monomarca, e dall'altro ridurre i costi al fine di rendere il campionato più accessibile. Fu anche previsto un limite per le gare su circuiti non permanenti e permanenti misti. Molte di queste idee erano comunque già operative fin dal 2007 e anche l'internazionalità delle scuderie era diventata norma e non più un'eccezione, affiancando scuderie tipicamente statunitensi, come la Newman/Haas Racing o Forsythe Pettit, ad altre europee come la HVM di Keith Wiggins, che poi dal 2007 si fuse con il Minardi Team USA con base in Inghilterra e di proprietà di Paul Stoddart.
Importanti erano anche gli accordi presi per correre in Europa, in cui dal 2009 ci sarebbero dovute essere gare in Inghilterra (Brands Hatch o Donington), Germania (Oschersleben) e Francia (Le Mans), oltre a trattative già avviate per gare in altri Paesi europei o in altri continenti. Sul versante wild-car c'erano avvicinamenti con la Formula Nippon, la World Series Renault, la Formula 3 Australia e dopo l'arrivo del Pacific Coast Motorsport proveniente dai prototipi a ruote coperte, il forte interessamento di altre scuderie della ALMS si stava facendo concreto. Il possibile ritorno del Jensen Motorsport (come altre scuderie della cadetta Formula Atlantic) o della europea Eurointernational erano motivo di forte ottimismo che pareva potesse impegnare anche la Trust come scuderia da corsa con Jos Verstappen. Si facevano addirittura voci di un possibile ritorno di Jacques Villeneuve, per non parlare dei tanti "scartati" della F1 che avrebbero trovato sedili in abbondanza se accompagnati da proficui sponsor in un Campionato che, mediamente, costava un cinquantesimo della F1 ed un decimo della IRL.
La crisi però portò, nell'inverno 2007 - 2008, all'acquisto della serie proprio da parte del suo rivale Tony George, ventinove anni dopo la ripresa dello USAC nel campionato IRL, comportando la soppressione di molte gare storiche (Città del Messico, Portland, Cleveland, Surfer's Paradise in primis), un certo numero di piloti appiedati, un vasto numero di Panoz DP-01 nuove riciclate poi dopo 6 mesi nella Super League Formula e molte scuderie che non hanno aderito alla IRL, in quanto Campionato con una filosofia completamente differente dalla Champ Car.
La definitiva unificazione tra la IRL e la Formula CART avvenne nel 2008, dopo ventinove anni in cui si sono tenuti due campionati diversi.

## Paragone con la Formula 1

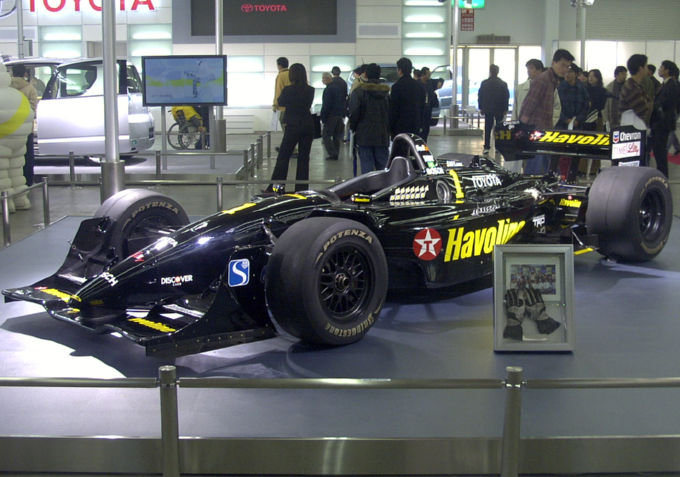
La Lola/Toyota vincitrice nel 2002 con Da Matta

Spesso paragonata alla Formula 1, la Champ Car presentava in realtà notevoli differenze:
- Le vetture correvano per gran parte su circuiti cittadini, erano più pesanti e lunghe di quelle della F1, visto che il peso minimo raggiungeva i 700 kg senza pilota, contro i 640 kg (con pilota) della F1.
- La Champ Car usava il metanolo invece della benzina.
- La Champ Car ricercava l'effetto suolo, elemento limitato in F1 per rallentare l'incremento di prestazioni.
- Nella Champ Car erano vietati i dispositivi di assistenza alla guida, fatta eccezione per il cambio semiautomatico al volante.
- Nella Champ Car le partenze, ad eccezione dell'ultima stagione, erano lanciate; in F1 si parte da fermo.
- La Formula 1 è molto più costosa della Champ Car.
- Dal 2007 la Champ Car diventò un monomarca.
- La Champ Car sfruttava il Push to Pass, meccanismo tramite il quale il pilota forniva al suo turbo una maggiore sovralimentazione (o overboost o sovraimpulso) che permetteva 50 cavalli in più schiacciando un bottone. Le macchine erano fornite, per regolamento, al massimo 60 secondi di sovralimentazione. La F1, con alcune scuderie nel 2009 e stabilmente dal 2011 al 2013, usava il KERS che offriva 80 cavalli in più per max 6.67 secondi a giro. Con l'avvento dei propulsori ibridi nel 2014, le batterie sono usate in ogni momento.
- La Champ Car svolgeva qualifiche su 2 sessioni, una al venerdì e una al sabato. Al primo classificato in ciascuna delle due sessioni, era attribuito un punto in classifica generale. Nel 2007 chi otteneva la pole position del venerdì aveva diritto a partire comunque in prima fila, indipendentemente dai tempi dei piloti del sabato.
- La durata delle gare Champ era calcolata, nel 2007, in tempo e non in giri. Per regolamento ogni gara doveva durare 105 minuti (salvo diversa decisione dei commissari di gara). Il tempo si interrompeva solo in caso di bandiera rossa.

## Campioni

### Campioni CART/Champ Car: (dal 1979 al 2007)
| Anno                                                            | Pilota                 | Team                       | Telaio/Motore           | Jim Trueman Rookie of the Year |
| SCCA/CART Citicorp Cup                                          | SCCA/CART Citicorp Cup | SCCA/CART Citicorp Cup     | SCCA/CART Citicorp Cup  | SCCA/CART Citicorp Cup         |
| --------------------------------------------------------------- | ---------------------- | -------------------------- | ----------------------- | ------------------------------ |
| 1979                                                            | Rick Mears             | Penske Racing              | Penske/Cosworth-Ford    | Bill Alsup                     |
| CART PPG Indy Car World Series                                  |                        |                            |                         |                                |
| 1980                                                            | Johnny Rutherford      | Chaparral Racing           | Chaparral/Cosworth-Ford | Dennis Firestone               |
| 1981                                                            | Rick Mears             | Penske Racing              | Penske/Cosworth-Ford    | Bob Lazier                     |
| 1982                                                            | Rick Mears             | Penske Racing              | Penske/Cosworth-Ford    | Bobby Rahal                    |
| 1983                                                            | Al Unser               | Penske Racing              | Penske/Cosworth-Ford    | Teo Fabi                       |
| 1984                                                            | Mario Andretti         | Newman/Haas Racing         | Lola/Cosworth-Ford      | Roberto Guerrero               |
| 1985                                                            | Al Unser               | Penske Racing              | March/Cosworth-Ford     | Arie Luyendyk                  |
| 1986                                                            | Bobby Rahal            | Truesports                 | March/Cosworth-Ford     | Dominic Dobson                 |
| 1987                                                            | Bobby Rahal            | Truesports                 | Lola/Cosworth-Ford      | Fabrizio Barbazza              |
| 1988                                                            | Danny Sullivan         | Penske Racing              | Penske/Chevrolet        | John Jones                     |
| 1989                                                            | Emerson Fittipaldi     | Penske Racing              | Penske/Chevrolet        | Bernard Jourdain               |
| 1990                                                            | Al Unser Jr.           | Galles-Kraco Racing        | Lola/Chevrolet          | Eddie Cheever                  |
| 1991                                                            | Michael Andretti       | Newman/Haas Racing         | Lola/Chevrolet          | Jeff Andretti                  |
| 1992                                                            | Bobby Rahal            | Rahal Hogan Racing         | Lola/Chevrolet          | Stefan Johansson               |
| 1993                                                            | Nigel Mansell          | Newman/Haas Racing         | Lola/Cosworth-Ford      | Nigel Mansell                  |
| 1994                                                            | Al Unser Jr.           | Penske Racing              | Penske/Ilmor            | Jacques Villeneuve             |
| 1995                                                            | Jacques Villeneuve     | Team Green                 | Reynard/Cosworth-Ford   | Gil de Ferran                  |
| 1996                                                            | Jimmy Vasser           | Target Chip Ganassi Racing | Reynard/Honda           | Alex Zanardi                   |
| PPG CART World Series                                           |                        |                            |                         |                                |
| 1997                                                            | Alex Zanardi           | Target Chip Ganassi Racing | Reynard/Honda           | Patrick Carpentier             |
| CART FedEx Championship Series                                  |                        |                            |                         |                                |
| 1998                                                            | Alex Zanardi           | Target Chip Ganassi Racing | Reynard/Honda           | Tony Kanaan                    |
| 1999                                                            | Juan Pablo Montoya     | Target Chip Ganassi Racing | Reynard/Honda           | Juan Pablo Montoya             |
| 2000                                                            | Gil de Ferran          | Marlboro Team Penske       | Reynard/Honda           | Kenny Bräck                    |
| 2001                                                            | Gil de Ferran          | Marlboro Team Penske       | Reynard/Honda           | Scott Dixon                    |
| 2002                                                            | Cristiano da Matta     | Newman/Haas Racing         | Lola/Toyota             | Mario Domínguez                |
| Bridgestone Presents the Champ Car World Series Powered by Ford |                        |                            |                         |                                |
| 2003                                                            | Paul Tracy             | Player's/Forsythe Racing   | Lola/Cosworth-Ford      | Sébastien Bourdais             |
| 2004                                                            | Sébastien Bourdais     | Newman/Haas Racing         | Lola/Cosworth-Ford      | A.J. Allmendinger              |
| 2005                                                            | Sébastien Bourdais     | Newman/Haas Racing         | Lola/Cosworth-Ford      | Timo Glock                     |
| 2006                                                            | Sébastien Bourdais     | Newman/Haas Racing         | Lola/Cosworth-Ford      | Will Power                     |
| 2007                                                            | Sébastien Bourdais     | Newman/Haas Racing         | Panoz/Cosworth-Ford     | Robert Doornbos                |

### Team
| Team                     | Campionati | Ultimo |
| ------------------------ | ---------- | ------ |
| Penske Racing            | 9          | 2001   |
| Newman/Haas Racing       | 4          | 2002   |
| Chip Ganassi Racing      | 4          | 1999   |
| Truesports               | 2          | 1987   |
| Chaparral Racing         | 1          | 1980   |
| Galles-Kraco Racing      | 1          | 1990   |
| Team Green Racing        | 1          | 1995   |
| Rahal Hogan Racing       | 1          | 1992   |
| Patrick Racing           | 1          | 1989   |
| Player's/Forsythe Racing | 1          | 2003   |